# لیوبوف سیروتا
لیوبوف سیروتا (اوکراینی: Любов Макарівна Сирота؛ زادهٔ ۲۱ ژوئن ۱۹۵۶) شاعر، و نویسنده اهل قزاقستان است.